# Universidad de Colorado en Colorado Springs

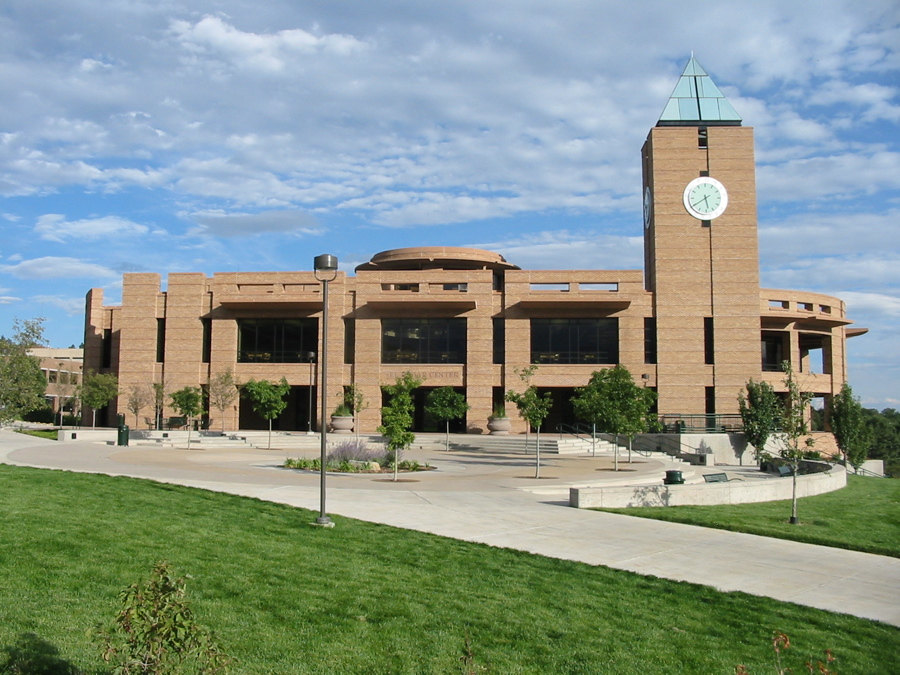
El Pomar Center and Kramer Family Library.

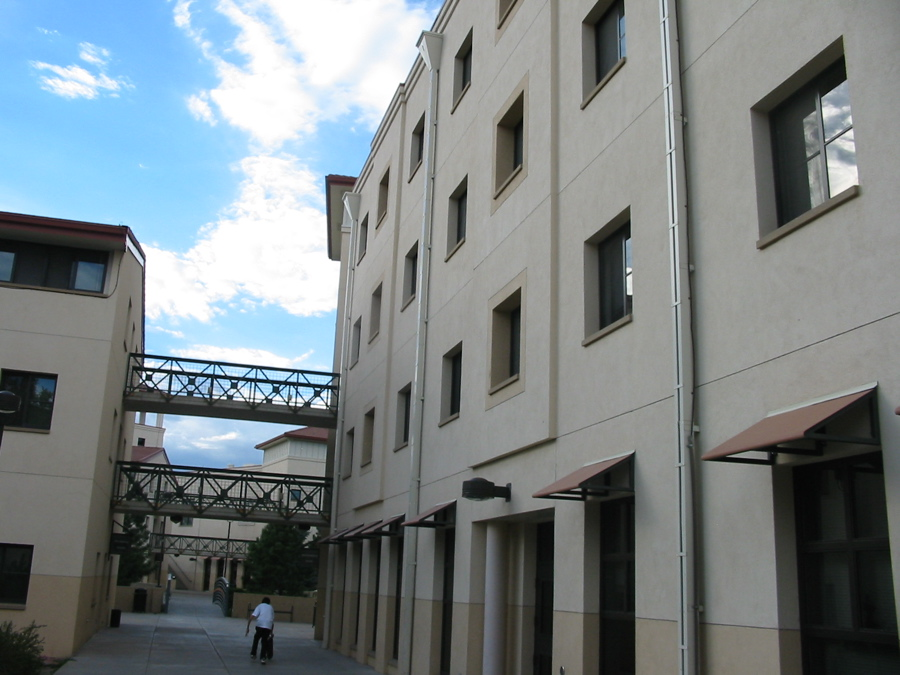
Summit Village Student Housing.

La Universidad de Colorado, Colorado Springs (abreviado CU-Colorado Springs o UCCS) es una universidad pública situada en Colorado Springs en el estado de Colorado, Estados Unidos. Con aprox. 13.237 estudiantes (2012) es el centro de los tres que conforman el Sistema Universitario de Colorado.

## Institutos
Además de los centros docentes (facultades y escuelas), tiene los siguientes institutos universitarios:
- CU Institute of Bioenergetics
- Network Information and Space Security Center (NISSC)
- Colorado Institute for Technology Transfer and Implementation (CITTI)
- Center for Colorado Policy Studies
- Center for Computational Biology
- Center for Economic Education
- Center on Gerontology
- Center for Research on Creativity and Innovation
- Center for the Study of Government
- Center for Women's Studies
- CU Aging Center
- CU Trauma Center
- Excel Centers
- Small Business Development Center
- Southern Colorado Geodata Laboratory
- Student Success Center
- Teaching and Learning Center

## Deportes
Los equipos deportivos de la universidad se denominan UCCS Mountain Lions y compiten en la Rocky Mountain Athletic Conference de la División II de la NCAA. 

## Personalidades
- John Herrington - astronauta
- Robert von Dassanowsky - Profesor de germanística y film; productor de cine
- Yusef Komunyakaa - escritor, ganador del premio Pulitzer
- Apolo Ohno - patinador olímpico